# Küssnacht am Rigi
Küssnacht am Rigi es una ciudad y comuna suiza del cantón de Schwyz, situada en el distrito de Küssnacht, del cual es su única comuna. Localizada entre la rivera superior del lago de los Cuatro Cantones y la inferior del lago de Zug. Limita al norte con las comunas de Meierskappel (LU) y Risch (ZG), al este con Walchwil (ZG) y Arth, al sur con Weggis (LU), Greppen (LU) y Meggen (LU), y al occidente con Adligenswil (LU) y Udligenswil (LU).
En la comuna, además de la ciudad de Küssnacht am Rigi también se encuentran las localidades de Merlischachen e Immensee.
Existe una capilla en homenaje al fallecimiento de la reina Astrid de Bélgica, fallecida en un accidente automovilístico (un Packard conducido por Leopoldo III de Bélgica) a la edad de 29 años en esta localidad.

## Transportes
Ferrocarril
En la comuna existen tres estaciones ferroviarias, la estación de Merlischachen, la estación de Küssnacht am Rigi y la estación de Immensee, situadas en las localidades homónimas respectivamente, por lo que cuenta con un buen servicio ferroviario.